# Molybdocrates opulenta
Molybdocrates opulenta är en fjärilsart som beskrevs av Diakonoff 1973. Molybdocrates opulenta ingår i släktet Molybdocrates och familjen vecklare. Inga underarter finns listade i Catalogue of Life.